# Київська міська рада
Ки́ївська міська́ ра́да —  орган місцевого самоврядування міста Києва. Депутати Київської міської ради обираються на виборах місцевих органів влади за пропорційною системою голосування. Останні вибори депутатів Київської міської ради відбулися 25 жовтня 2020 року. Кількість депутатів — 120.

## Адміністративно-територіальний устрій
Київській міській раді підпорядковані:
- м. Київ
  - Голосіївський район
  - Дарницький район
  - Деснянський район
  - Дніпровський район
  - Оболонський район
  - Печерський район
  - Подільський район
  - Святошинський район
  - Солом'янський район
  - Шевченківський район

## Історія
Київська міська рада виникла на основі Київської міської ради народних депутатів.

## Голови Київської міської ради та Київські міські голови
- Арнольд Назарчук — голова Київської міської ради (15 травня — 31 жовтня 1990)[2].
- Олександр Мосіюк — виконувач обов'язків голови — заступник голови Київської міської ради (1 листопада — 20 грудня 1990)[2]
- Григорій Малишевський — голова Київської міської ради (20 грудня 1990 – 3 вересня 1991)[2].
- Олександр Мосіюк — виконувач обов'язків голови — заступник голови Київської міської ради (3 вересня 1991 – 3 березня 1992)[2][3].
- Василь Нестеренко — голова Київської міської ради (3 серпня 1992 – 26 червня 1994)[2].
- Леонід Косаківський — голова Київської міської ради (1994–1997); київський міський голова (1997–1998)[4].
- Олександр Омельченко — голова Київської міської ради (1998–1999)[5]; київський міський голова (1999–2006)[6]
- Леонід Черновецький — київський міський голова (2006–2012).
- Галина Герега — виконувач обов'язків Київського міського голови — секретар Київради (2012–2014)[7]
- Віталій Кличко — київський міський голова (з 5 червня 2014).

## Депутати Київської міської ради
- Список депутатів Київської міської ради скликання 2002–2006 років
- Список депутатів Київської міської ради скликання 2006–2008 років
- Список депутатів Київської міської ради скликання 2015–2020 років
- Список депутатів Київської міської ради скликання з 2020 року

### VIII скликання
Блок Петра Порошенка (52)

     ВО «Батьківщина» (17)

     Українська партія «Єдність» (15)

     ВО «Свобода» (14)

     Об'єднання «Самопоміч» (2)

     Київська команда (депутатська група) (17)

     Позафракційні (3)
За результатами місцевих виборів 2015 року депутатами ради стали:
- Кількість мандатів: 120
- Кількість мандатів, отриманих за результатами виборів:
- Кількість мандатів, що залишаються вакантними:

#### За суб'єктами висування
| Суб'єкт висування                                       | Кількість обраних депутатів | %     |
| ------------------------------------------------------- | --------------------------- | ----- |
| Партія Блок Петра Порошенка «Солідарність»              | 52                          | 43.33 |
| Політична партія «Об'єднання „Самопоміч“»               | 22                          | 18.33 |
| Політична партія Всеукраїнське об'єднання «Батьківщина» | 17                          | 14.17 |
| Українська партія «Єдність»                             | 15                          | 12.50 |
| Політична партія Всеукраїнське об'єднання «Свобода»     | 14                          | 11.67 |

#### За округами
| № округу                                                | Прізвище, ім'я, по батькові        | Дата нар.  | Освіта              | Партійна приналежність                                        | Відомості |
| ------------------------------------------------------- | ---------------------------------- | ---------- | ------------------- | ------------------------------------------------------------- | --- |
| ПАРТІЯ "БЛОК ПЕТРА ПОРОШЕНКА «СОЛІДАРНІСТЬ»             |                                    |            |                     |                                                               | |
| пк                                                      | Кличко Віталій Володимирович       | 19.07.1971 | вища                | член ПАРТІЇ "БЛОК ПЕТРА ПОРОШЕНКА «СОЛІДАРНІСТЬ»              | Київська міська державна адміністрація, київський міський голова, голова Київської міської державної адміністрації |
| 55                                                      | Маляревич Олесь Вікторович         | 12.06.1979 | вища                | безпартійний                                                  | ТОВ «Кіномедія», директор |
| 1                                                       | Прокопів Володимир Володимирович   | 21.08.1983 | вища                | член ПАРТІЇ "БЛОК ПЕТРА ПОРОШЕНКА «СОЛІДАРНІСТЬ»              | Апарат Верховної Ради України, помічник-консультант Народного депутата України |
| 26                                                      | Баленко Ігор Миколайович           | 28.07.1958 | вища                | член ПАРТІЇ "БЛОК ПЕТРА ПОРОШЕНКА «СОЛІДАРНІСТЬ»              | Приватне акціонерне товариство «Фуршет», голова спостережної ради |
| 57                                                      | Странніков Андрій Миколайович      | 07.07.1975 | вища                | безпартійний                                                  | ВГО «Інститут Політичної Освіти», директор |
| 67                                                      | Костенко Людмила Василівна         | 13.10.1979 | вища                | безпартійна                                                   | студент |
| 15                                                      | Сулига Юрій Анатолійович           | 10.08.1971 | вища                | безпартійний                                                  | тимчасово не працює |
| 53                                                      | Міщенко Олександр Григорович       | 05.02.1969 | вища                | безпартійний                                                  | ТОВ «Столична правова фундація», заступник директора |
| 110                                                     | Шкуро Максим Юрійович              | 06.10.1978 | вища                | безпартійний                                                  | Солом'янська районна в місті Києві державна адміністрація, голова Солом'янської районної в місті Києві державної адміністрації |
| 95                                                      | Сагайдак Ілля Вадимович            | 24.12.1985 | вища                | безпартійний                                                  | Святошинська районна в місті Києві державна адміністрація, голова Святошинської районної в місті Києві державної адміністрації |
| 108                                                     | Непоп В'ячеслав Іванович           | 23.05.1966 | вища                | безпартійний                                                  | Комунальне підприємство з питань будівництва житлових будинків «Житлоінвестбуд-УКБ» Київської міської державної адміністрації, директор |
| 100                                                     | Негрич Микола Михайлович           | 29.08.1982 | вища                | безпартійний                                                  | ТОВ «Агропромбудкапітал», директор |
| 44                                                      | Овраменко Олена Вікторівна         | 17.11.1969 | вища                | безпартійна                                                   | ТОВ «Колосок», директор |
| 21                                                      | Гончаров Олександр Володимирович   | 26.04.1974 | вища                | безпартійний                                                  | ТОВ «Епіцентр К», юрисконсульт |
| 43                                                      | Артеменко Сергій Вікторович        | 21.07.1976 | вища                | член ПАРТІЇ "БЛОК ПЕТРА ПОРОШЕНКА «СОЛІДАРНІСТЬ»              | ТОВ "ЮРИДИЧНА ФІРМА «АІ. ПІ. ЕНД.СІ.КОНСАЛД», заступник генерального директора |
| 75                                                      | Терентьєв Михайло Олександрович    | 12.09.1985 | вища                | член ПАРТІЇ "БЛОК ПЕТРА ПОРОШЕНКА «СОЛІДАРНІСТЬ»              | ВМГО «Молодіжний спортивний рух», голова правління |
| 88                                                      | Пабат Олександр Вікторович         | 22.03.1974 | вища                | безпартійний                                                  | фізична особа-підприємець |
| 81                                                      | Окопний Олексій Юрійович           | 27.02.1984 | вища                | член ПАРТІЇ "БЛОК ПЕТРА ПОРОШЕНКА «СОЛІДАРНІСТЬ»              | ТОВ «Українська муза», директор |
| 114                                                     | Банас Дмитро Миколайович           | 03.08.1980 | вища                | безпартійний                                                  | ТОВ «Просто перукарня», заступник директора |
| 76                                                      | Гордон Дмитро Ілліч                | 21.10.1967 | вища                | безпартійний                                                  | ТОВ "Видавничий дім «Кручі Дніпра», головний редактор щотижневика «Бульвар Гордона» |
| 22                                                      | Гончаров Володимир Валентинович    | 28.02.1977 | вища                | безпартійний                                                  | ТОВ «Епіцентр К», заступник генерального директора |
| 63                                                      | Приходько Наталія Ігорівна         | 29.10.1981 | вища                | безпартійна                                                   | апарат виконавчого органу Київської міської ради (Київської міської державної адміністрації)., заступник начальника управління — начальник відділу організаційно-документального забезпечення діяльності Київського міського голови управління організаційно-аналітичного забезпечення діяльності Київського міського голови (патронатна служба) |
| 70                                                      | Турець Владислав Володимирович     | 26.05.1981 | вища                | член ПАРТІЇ "БЛОК ПЕТРА ПОРОШЕНКА «СОЛІДАРНІСТЬ»              | тимчасово не працює |
| 56                                                      | Росляков Віталій Валерійович       | 08.02.1977 | вища                | безпартійний                                                  | тимчасово не працює |
| 77                                                      | Дрепін Антон Вікторович            | 01.08.1987 | вища                | безпартійний                                                  | товариства з обмеженою відповідальністю «Київські міські проекти», директор |
| 99                                                      | Андрєєв Андрій Сергійович          | 07.02.1988 | вища                | член ПАРТІЇ "БЛОК ПЕТРА ПОРОШЕНКА «СОЛІДАРНІСТЬ»              | Комунальне підприємство «Київблагоустрій», перший заступник директора |
| 94                                                      | Муха Вікторія Вячеславівна         | 09.05.1980 | вища                | член ПАРТІЇ "БЛОК ПЕТРА ПОРОШЕНКА «СОЛІДАРНІСТЬ»              | Апарат Верховної Ради України, помічник-консультант Народного депутата України |
| 72                                                      | Діденко Ярослав Олександрович      | 30.04.1977 | вища                | член ПАРТІЇ "БЛОК ПЕТРА ПОРОШЕНКА «СОЛІДАРНІСТЬ»              | ТОВ "Центр соціальних ініціатив «КИЯНИ РАЗОМ», директор |
| 103                                                     | Костюшко Олег Петрович             | 07.04.1977 | вища                | безпартійний                                                  | Асоціація поводження з відходами «Український Екологічний Альянс», генеральний директор |
| 107                                                     | Пилипенко Сергій Олександрович     | 11.09.1981 | вища                | безпартійний                                                  | Асоціація "Промислово-будівельна група «Ковальська», генеральний директор |
| 97                                                      | Ясинський Георгій Ігорович         | 26.01.1984 | вища                | член ПАРТІЇ "БЛОК ПЕТРА ПОРОШЕНКА «СОЛІДАРНІСТЬ»              | ТОВ «Хоумленд», директор |
| 64                                                      | Никорак Ірина Петрівна             | 12.09.1987 | вища                | безпартійна                                                   | Апарат Верховної Ради України, помічник-консультант Народного депутата України |
| 52                                                      | Горбунов Ярослав Володимирович     | 10.06.1974 | вища                | безпартійний                                                  | Дніпровська районна в місті Києві державна адміністрація, голова Дніпровської районної в місті Києві державної адміністрації |
| 27                                                      | Старостенко Ганна Вікторівна       | 13.05.1978 | вища                | член ПАРТІЇ "БЛОК ПЕТРА ПОРОШЕНКА «СОЛІДАРНІСТЬ»              | Київська міська державна адміністрація, заступник голови Київської міської державної адміністрації |
| 65                                                      | Михайленко Владислав Олегович      | 21.09.1985 | вища                | член ПАРТІЇ "БЛОК ПЕТРА ПОРОШЕНКА «СОЛІДАРНІСТЬ»              | ТОВ «Юридична агенція „Шевчук та партнери“», юрисконсульт |
| 30                                                      | Грушко Віктор Валентинович         | 20.03.1970 | вища                | член ПАРТІЇ "БЛОК ПЕТРА ПОРОШЕНКА «СОЛІДАРНІСТЬ»              | апарат Київської міської ради, керівник приймальні депутата Київської міської ради |
| 79                                                      | Мондриївський Валентин Миколайович | 07.11.1978 | вища                | безпартійний                                                  | Подільська у місті Києві державна адміністрація, т.в.о. голови Подільської у місті Києві державної адміністрації |
| 48                                                      | Петровець Олег Федорович           | 04.01.1987 | вища                | безпартійний                                                  | фізична особа-підприємець |
| 31                                                      | Зубко Юрій Григорович              | 05.04.1962 | вища                | безпартійний                                                  | ПАТ "Холдингова компанія «Київміськбуд»", директор адміністративно-господарчого Департаменту |
| 101                                                     | Конобас Максим Петрович            | 15.05.1973 | вища                | член ПАРТІЇ "БЛОК ПЕТРА ПОРОШЕНКА «СОЛІДАРНІСТЬ»              | Фонд підтримки підприємництва та малого бізнесу «Благо», голова |
| 51                                                      | Харченко Олександр Володимирович   | 12.10.1980 | вища                | безпартійний                                                  | фізична особа-підприємець |
| 14                                                      | Ярмоленко Юлія Олександрівна       | 27.06.1984 | вища                | безпартійна                                                   | Академія праці соціальних відносин і туризму Федерації Профспілок України, доцент кафедри економіки підприємства та менеджменту |
| 28                                                      | Онуфрійчук Вадим Михайлович        | 01.02.1969 | вища                | безпартійний                                                  | Деснянська районна в місті Києві державна адміністрація, т.в.о. голови Деснянської районної в місті Києві державної адміністрації |
| 37                                                      | Шарій Володимир Васильович         | 06.12.1977 | вища                | безпартійний                                                  | КП «Спецжитлофонд», заступник директора |
| 86                                                      | Левін Володимир Ілліч              | 01.06.1970 | вища                | безпартійний                                                  | ТОВ «АФ — ЛІЗИНГ», директор |
| 36                                                      | Майзель Сергій Петрович            | 20.09.1973 | вища                | безпартійний                                                  | Комунальне підприємство «Київпастранс», генеральний директор |
| 34                                                      | Іщенко Михайло Володимирович       | 09.11.1962 | вища                | безпартійний                                                  | КП «Дирекція з управління та обслуговування житлового фонду» Деснянського району міста Києва, в.о. директора |
| 40                                                      | Опадчий Ігор Михайлович            | 18.05.1979 | вища                | безпартійний                                                  | партнер юридичної фірми «U&G Partners», адвокат |
| 17                                                      | Дегтярьова Лариса Вікторівна       | 18.04.1963 | вища                | безпартійна                                                   | Туристичне агентство «Кий Тревел», заступник директора |
| 82                                                      | Сторожук Вадим Павлович            | 05.07.1973 | вища                | безпартійний                                                  | ПАТ АК «Київводоканал», перший заступник генерального директора |
| 46                                                      | Криворучко Тарас Григорович        | 01.05.1973 | вища                | член ПАРТІЇ "БЛОК ПЕТРА ПОРОШЕНКА «СОЛІДАРНІСТЬ»              | Благодійна організація "Благодійний фонд «Дніпровська сила», заступник виконавчого директора |
| 78                                                      | Крикунов Юрій Володимирович        | 22.05.1966 | вища                | безпартійний                                                  | Київська міська рада (Київська міська державна адміністрація), директор Департаменту соціальної політики виконавчого органу Київської міської ради |
| Політична партія "Об'єднання «САМОПОМІЧ»                |                                    |            |                     |                                                               | |
| пк                                                      | Гусовський Сергій Михайлович       | 09.11.1966 | вища                | член Політичної партії "Об'єднання «САМОПОМІЧ»                | ТОВ «ЕфДжиАрІ Юкрейн», заступник директора |
| 61                                                      | Богатов Костянтин Володимирович    | 30.10.1971 | вища                | безпартійний                                                  | ТОВ «Аванті — Девелопмент»; ТОВ «Салікс Енерджі» (за сумісництвом), директор; заступник директора (за сумісництвом) |
| 11                                                      | Сандалова Ганна Олександрівна      | 11.12.1975 | вища                | безпартійна                                                   | Благодійний Фонд «Підтримай армію України», голова правління |
| 19                                                      | Марченко Роман Вікторович          | 19.12.1975 | вища                | безпартійний                                                  | ТОВ "ЮФ «Ілляшев та Партнери»", старший партнер, керівник судової та арбітражної практик |
| 113                                                     | Балицька Ольга Станіславівна       | 11.10.1980 | вища                | безпартійна                                                   | ТОВ «Ді Ел Ей Пайпер Україна», старший юрист |
| 71                                                      | Осадчук Андрій Петрович            | 20.11.1971 | вища                | безпартійний                                                  | ПрАТ «Київстар», директор з регуляторно-правового забезпечення, член правління |
| 23                                                      | Ноздря Вадим Ігорович              | 15.09.1979 | вища                | безпартійний                                                  | ТОВ «Істіл Менеджмент», генеральний директор |
| 44                                                      | Васильчук Вадим Васильович         | 06.11.1982 | вища                | безпартійний                                                  | Національний університет «Києво-Могилянська академія», заступник декана з виховної роботи зі студентами Національного університету «Києво-Могилянська академія» |
| 111                                                     | Вахель Юрій Володимирович          | 06.09.1970 | вища                | безпартійний                                                  | ТОВ «Нобл Ресорсіз»; ТОВ «Сателлит», заступник генерального директора з юридичних питань та розвитку бізнесу; головний юрист |
| 21                                                      | Макаров Олег Анатолійович          | 24.07.1965 | вища                | безпартійний                                                  | Адвокатське об'єднання "Юридична фірма «Василь Кисіль і партнери», адвокат, керівник юридичного підрозділу, партнер |
| 9                                                       | Пинзеник Олеся Олександрівна       | 31.07.1977 | вища                | безпартійна                                                   | Дочірнє підприємство «1, інк- Україна», начальник відділу інвестицій та фінансового планування |
| 22                                                      | Борозенець Максим Іванович         | 27.11.1965 | вища                | безпартійний                                                  | Фізична особа-підприємець |
| 3                                                       | Антонєнко Леонід Васильович        | 09.10.1978 | вища                | безпартійний                                                  | Самозайнята особа -адвокат |
| 73                                                      | Манойленко Наталія Вікторівна      | 05.01.1976 | вища                | безпартійна                                                   | ТОВ "Міжнародна юридична фірма «АКОРД», директор |
| 106                                                     | Руденко Олексій Павлович           | 15.11.1981 | вища                | безпартійний                                                  | ТОВ «Адамант Капітал», керівник департаменту корпоративних фінансів |
| 93                                                      | Харчук Сергій Васильович           | 11.02.1962 | вища                | безпартійний                                                  | ТОВ «Л. І. С.», заступник Генерального директора |
| 24                                                      | Башлаков Сергій Вячеславович       | 16.01.1964 | вища                | безпартійний                                                  | ТОВ «МТІ», віце-президент |
| 76                                                      | Березницька Людмила Іванівна       | 22.11.1957 | вища                | безпартійна                                                   | тимчасово не працює |
| 12                                                      | Лобан Юлія Михайлівна              | 25.06.1984 | вища                | безпартійна                                                   | ТОВ «ЮМЛ», генеральний директор |
| 98                                                      | Таранов Андрій Володимирович       | 14.11.1975 | вища                | безпартійний                                                  | ТОВ «Квенді Медіа Аудит», генеральний директор; фізична особа-підприємець |
| 52                                                      | Шульга Наталія Іванівна            | 21.05.1960 | вища                | безпартійна                                                   | ГО «Український науковий клуб»; НПУ ім. М. П. Драгоманова (за сумісництвом), виконавчий директор; професор кафедри (за сумісництвом) |
| 13                                                      | Стрижов Дмитро Сергійович          | 05.11.1978 | вища                | безпартійний                                                  | ТОВ «ШЕРИФ», генеральний директор |
| політична партія Всеукраїнське об'єднання «Батьківщина» |                                    |            |                     |                                                               | |
| пк                                                      | Бондаренко Володимир Дмитрович     | 04.12.1952 | вища                | член політичної партії Всеукраїнське об'єднання «Батьківщина» | Київська міська організація ВО «Батьківщина», голова |
| 66                                                      | Старовойт Володимир Миколайович    | 25.08.1966 | вища                | член політичної партії Всеукраїнське об'єднання «Батьківщина» | Громадська організація Соціальний Центр мікрорайону «Перспектива — Оболонь», голова |
| 84                                                      | Товмасян Ваган Робертович          | 13.06.1981 | вища                | член політичної партії Всеукраїнське об'єднання «Батьківщина» | Фізична особа-підприємець |
| 85                                                      | Римаренко Сергій Григорович        | 24.06.1973 | вища                | член політичної партії Всеукраїнське об'єднання «Батьківщина» | ТОВ «ЮС ВІЧІ», директор |
| 45                                                      | Березніков Олександр Іванович      | 21.02.1967 | вища                | член політичної партії Всеукраїнське об'єднання «Батьківщина» | Департамент будівництва та житлового забезпечення Київської міської державної адміністрації, начальник управління будівництва та організації роботи з комунальними підприємствами |
| 59                                                      | Свириденко Ганна Вікторівна        | 14.05.1984 | вища                | член політичної партії Всеукраїнське об'єднання «Батьківщина» | ТОВ "Юридична фірма «Добродії», директор |
| 90                                                      | Меліхова Тетяна Іванівна           | 07.04.1954 | вища                | член політичної партії Всеукраїнське об'єднання «Батьківщина» | Приватний підприємець |
| 48                                                      | Шаповал Анатолій Анатолійович      | 09.07.1968 | вища                | член політичної партії Всеукраїнське об'єднання «Батьківщина» | Група стратегічних та безпекових студій, директор з національних програм |
| 56                                                      | Гуманенко Валерій Леонідович       | 31.08.1970 | вища                | член політичної партії Всеукраїнське об'єднання «Батьківщина» | Орган самоорганізації населення "Комітет мікрорайону «Березняки-Тельбін», керівник |
| 92                                                      | Москаль Денис Денисович            | 15.07.1975 | вища                | член політичної партії Всеукраїнське об'єднання «Батьківщина» | Фізична особа-підприємець |
| 16                                                      | Паладій Сергій Володимирович       | 20.02.1979 | вища                | член політичної партії Всеукраїнське об'єднання «Батьківщина» | Гаражно-будівельний кооператив «Захисник», голова правління |
| 81                                                      | Дідовець Юрій Вікторович           | 12.06.1979 | вища                | безпартійний                                                  | АО «Український адвокат», партнер-засновник, адвокат |
| 112                                                     | Антонова Олена Юріївна             | 19.02.1963 | вища                | безпартійна                                                   | ТОВ «Стоік-Плюс», директор |
| 58                                                      | Кочур Марина Анатоліївна           | 04.06.1991 | вища                | член політичної партії Всеукраїнське об'єднання «Батьківщина» | тимчасово не працює |
| 69                                                      | Веремеєнко Ольга Леонідівна        | 16.10.1972 | вища                | член політичної партії Всеукраїнське об'єднання «Батьківщина» | ПП «Акрілат-Хімконтракт», заступник директора |
| 64                                                      | Поживанов Олександр Михайлович     | 17.08.1987 | вища                | член політичної партії Всеукраїнське об'єднання «Батьківщина» | Вишгородська районна державна адміністрація, керівник апарату |
| 7                                                       | Галайчук Ігор Васильович           | 19.06.1972 | вища                | член політичної партії Всеукраїнське об'єднання «Батьківщина» | ТОВ "Клуб «Т-2»", директор |
| Українська партія «Єдність»                             |                                    |            |                     |                                                               | |
| пк                                                      | Омельченко Олександр Олександрович | 09.08.1938 | вища                | член Української партії «Єдність»                             | Голова Української партії «Єдність» |
| 117                                                     | Бродський Олександр Якович         | 02.04.1973 | вища                | член Української партії «Єдність»                             | тимчасово не працює |
| 20                                                      | Кримчак Сергій Олександрович       | 31.08.1987 | вища                | член Української партії «Єдність»                             | ПАТ «Комбінат будіндустрія», член наглядової ради |
| 10                                                      | Іванченко Вадим Анатолійович       | 22.05.1971 | вища                | член Української партії «Єдність»                             | ТОВ «Стугна», заступник директора |
| 25                                                      | Задерейко Андрій Іванович          | 01.11.1977 | вища                | член Української партії «Єдність»                             | ТОВ «Київгорснаб», економіст |
| 18                                                      | Павлик Віталій Андрійович          | 02.02.1981 | вища                | член Української партії «Єдність»                             | Адвокатське об'єднання «ПРАВОЗАХИСНИК», голова |
| 116                                                     | Бродський Вячеслав Якович          | 09.05.1975 | професійно-технічна | член Української партії «Єдність»                             | Фізична особа підприємець |
| 119                                                     | Яловий Костянтин Володимирович     | 19.04.1984 | вища                | член Української партії «Єдність»                             | тимчасово не працює |
| 118                                                     | Кісільов Ігор Петрович             | 03.12.1984 | вища                | член Української партії «Єдність»                             | тимчасово не працює |
| 54                                                      | Тесленко Павло Петрович            | 14.12.1973 | вища                | член Української партії «Єдність»                             | ПрАТ «ЧЕРВОНИЙ МАК», голова правління |
| 74                                                      | Шлапак Алла Василівна              | 13.02.1976 | вища                | член Української партії «Єдність»                             | Інститут суспільства Київського університету ім. Б. Грінченка, старший викладач кафедри всесвітньої історії |
| 120                                                     | Яловий Володимир Борисович         | 02.09.1953 | вища                | член Української партії «Єдність»                             | пенсіонер |
| Політична партія Всеукраїнське об'єднання «Свобода»     |                                    |            |                     |                                                               | |
| ПК                                                      | Сиротюк Юрій Миколайович           | 10.04.1976 | вища                | член Всеукраїнського об'єднання «Свобода»                     | Громадська організація Недержавний аналітичний центр «Українські студії стратегічних досліджень», директор |
| 29                                                      | Кузик Петро Миколайович            | 01.08.1979 | вища                | член Всеукраїнського об'єднання «Свобода»                     | ПП «Екслібріс», Комерційний директор |
| 114                                                     | Кутняк Святослав Вікторович        | 12.06.1992 | вища                | член Всеукраїнського об'єднання «Свобода»                     | ТОВ «ФарКоС», Юрист |
| 41                                                      | Буділов Михайло Михайлович         | 08.05.1995 | вища                | член Всеукраїнського об'єднання «Свобода»                     | Апарат Верховної Ради України, Помічник-консультант народного депутата України |
| 39                                                      | Картавий Іван Леонідович           | 01.01.1984 | вища                | член Всеукраїнського об'єднання «Свобода»                     | тимчасово не працює |
| 40                                                      | Бенюк Богдан Михайлович            | 26.05.1957 | вища                | член Всеукраїнського об'єднання «Свобода»                     | Національний академічний драматичний театр імені Івана Франка, Актор |
| 42                                                      | Попов Денис В'ячеславович          | 03.08.1978 | вища                | член Всеукраїнського об'єднання «Свобода»                     | тимчасово не працює |
| 23                                                      | Мірошниченко Ігор Михайлович       | 20.02.1976 | вища                | член Всеукраїнського об'єднання «Свобода»                     | тимчасово не працює |
| 115                                                     | Бондарчук Олег Володимирович       | 16.03.1975 | вища                | член Всеукраїнського об'єднання «Свобода»                     | апарат Верховної Ради України, Помічник-консультант народного депутата України |
| 91                                                      | Чернецький Олег Станіславович      | 25.06.1967 | вища                | член Всеукраїнського об'єднання «Свобода»                     | Фізична особа — підприємець Чернецький О. С., ФОП |
| 31                                                      | Гелевей Олег Іванович              | 04.03.1965 | вища                | член Всеукраїнського об'єднання «Свобода»                     | ТОВ «Компанія Українська Перспектива», Юрист |
| 106                                                     | Назаренко Володимир Едуардович     | 14.07.1991 | вища                | член Всеукраїнського об'єднання «Свобода»                     | ПП АМ «Шкрогаль», Архітектор |
| 96                                                      | Антоненко Прохор Дмитрович         | 07.11.1982 | вища                | член Всеукраїнського об'єднання «Свобода»                     | Київська міська рада, Головний спеціаліст відділу по роботі з депутатськими фракціями, групами, міжфракційними об'єднаннями та позафракційними депутатами Київської міської ради |
| 24                                                      | Бохняк Володимир Ярославович       | 06.02.1984 | вища                | член Всеукраїнського об'єднання «Свобода»                     | ТОВ «Захід пластик», Київ, Торговельний представник |

### VII скликання
За результатами місцевих виборів 25 травня 2014 року:
- Кількість мандатів: 120
- Кількість мандатів, отриманих за результатами виборів: 117
- Кількість мандатів, що залишаються вакантними: 3

#### За суб'єктами висування
| Суб'єкт висування                                       | Кількість обраних депутатів | %    |
| ------------------------------------------------------- | --------------------------- | ---- |
| Політична партія «УДАР»                                 | 77                          | 65,8 |
| Самовисування                                           | 8                           | 6,8  |
| Радикальна партія Олега Ляшка                           | 7                           | 6    |
| Політична партія Всеукраїнське об'єднання «Свобода»     | 5                           | 4,3  |
| Політична партія «Об'єднання „Самопоміч“»               | 5                           | 4,3  |
| Політична партія Всеукраїнське об'єднання «Батьківщина» | 3                           | 2,6  |
| Політична партія «Громадянська позиція»                 | 3                           | 2,6  |
| Політична партія «Нове життя»                           | 3                           | 2,6  |
| Демократична партія України                             | 2                           | 1,7  |
| Політична партія «Демократичний альянс»                 | 2                           | 1,7  |
| Українська партія «Єдність»                             | 2                           | 1,7  |

#### За округами
| № округу                                                                             | Прізвище, ім'я, по батькові        | Дата визнання обраним | Освіта             | Партійна приналежність                                                                     | Відомості про обраного депутата |
| ------------------------------------------------------------------------------------ | ---------------------------------- | --------------------- | ------------------ | ------------------------------------------------------------------------------------------ | --- |
| Демократична партія України                                                          |                                    |                       |                    |                                                                                            | |
| 9                                                                                    | Павлик Віталій Андрійович          | 01.06.2014            | вища               | член Демократичної партії України                                                          | Адвокатське об'єднання «Правозахисник», голова |
| 10                                                                                   | Кримчак Сергій Олександрович       | 01.06.2014            | вища               | член Демократичної партії України                                                          | ТзОВ "Юридичний центр «Правозахисник»", генеральний директор                                                                                      |
| Політична партія Всеукраїнське об'єднання «Батьківщина»                              |                                    |                       |                    |                                                                                            | |
| б/м                                                                                  | Бондаренко Володимир Дмитрович     | 06.06.2014            | вища               | член Всеукраїнського об'єднання «Батьківщина»                                              | Київська міська державна адміністрація, голова |
| б/м                                                                                  | Меліхова Тетяна Іванівна           | 03.06.2014            | вища               | член Всеукраїнського об'єднання «Батьківщина»                                              | Благодійний фонд «Від щирого серця», голова наглядової ради                                                                                       |
| б/м                                                                                  | Федоренко Олександр Вікторович     | 28.11.2014            | вища               | член Всеукраїнського об'єднання «Батьківщина»                                              | Верховна Рада України, помічник-консультант народного депутата України                                                                            |
| Політична партія Всеукраїнське об'єднання «Свобода»                                  |                                    |                       |                    |                                                                                            | |
| б/м                                                                                  | Андрійко Руслан Юрійович           | 03.06.2014            | вища               | член Всеукраїнського об'єднання «Свобода»                                                  | Апарат Верховної Ради України, помічник -консультант народного депутата України                                                                   |
| б/м                                                                                  | Семененко Олександр Анатолійович   | 03.06.2014            | вища               | член Всеукраїнського об'єднання «Свобода»                                                  | Апарат Верховної Ради України, помічник -консультант народного депутата України                                                                   |
| б/м                                                                                  | Кузик Петро Миколайович            | 03.06.2014            | вища               | член Всеукраїнського об'єднання «Свобода»                                                  | Деснянська РДА, голова |
| б/м                                                                                  | Колісніченко Олександр Миколайович | 03.06.2014            | вища               | член Всеукраїнського об'єднання «Свобода»                                                  | ТОВ «Орій», директор |
| б/м                                                                                  | Чернецький Олег Станіславович      | 05.06.2014            | вища               | член Всеукраїнського об'єднання «Свобода»                                                  | приватний підприємець |
| Політична партія «Громадянська позиція»                                              |                                    |                       |                    |                                                                                            | |
| б/м                                                                                  | Гриценко Олексій Анатолійович      | 03.06.2014            | вища               | член Політичної партії «Громадянська позиція»                                              | Товариство з обмеженою відповідальністю «Національні інновації», заступник директора                                                              |
| б/м                                                                                  | Головня Роман Григорійович         | 03.06.2014            | вища               | член Політичної партії «Громадянська позиція»                                              | тимчасово не працює |
| б/м                                                                                  | Бондаренко Дмитро Сергійович       | 03.06.2014            | вища               | позапартійний                                                                              | Товариство з обмеженою відповідальністю "Інформаційне агентство «ЛІГАБізнес Інформ»", директор                                                    |
| Політична партія «Демократичний альянс»                                              |                                    |                       |                    |                                                                                            | |
| б/м                                                                                  | Гацько Василь Миколайович          | 03.06.2014            | вища               | член Політичної партії «УДАР (Український Демократичний Альянс за Реформи) Віталія Кличка» | Політична партія Демократичний Альянс, голова політичної партії Демократичний Альянс                                                              |
| б/м                                                                                  | Янченко Галина Ігорівна            | 03.06.2014            | вища               | член Політичної партії «Демократичний альянс»                                              | ГО «Центр протидії корупції», аналітик, менеджер проектів, спеціаліст з моніторингу і оцінки                                                      |
| Політична партія «Нове життя»                                                        |                                    |                       |                    |                                                                                            | |
| б/м                                                                                  | Федоренко Ігор Петрович            | 03.06.2014            |                    | член Політичної партії «Нове життя»                                                        | тимчасово не працює |
| б/м                                                                                  | Петровець Олег Федорович           | 03.06.2014            | вища               | позапартійний                                                                              | фізична особа-підприємець |
| б/м                                                                                  | Галушка Олена Михайлівна           | 05.06.2014            | вища               | член Політичної партії «Нове життя»                                                        | Апарат Верховної Ради України, помічник-консультант народного депутата України                                                                    |
| Політична партія "Об'єднання «САМОПОМІЧ»                                             |                                    |                       |                    |                                                                                            | |
| б/м                                                                                  | Шульга Наталія Іванівна            | 03.06.2014            | вища               | позапартійна                                                                               | ГО «Український науковий клуб», виконавчий директор                                                                                               |
| б/м                                                                                  | Гусовський Сергій Михайлович       | 03.06.2014            | вища               | позапартійний                                                                              | ТОВ «ЕфДжиАрІ Юкрейн», заступник директора |
| б/м                                                                                  | Логвін Андрій Іванович             | 03.06.2014            | вища               | позапартійний                                                                              | ТОВ «Маркасон», генеральний директор |
| б/м                                                                                  | Гапчук Максим Миколайович          | 03.06.2014            | вища               | позапартійний                                                                              | ПрАТ "УСК «Княжа Вієнна Іншуранс Груп»", заступник голови правління з фінансів                                                                    |
| б/м                                                                                  | Андрейко Роман Богданович          | 03.06.2014            | вища               | позапартійний                                                                              | ПрАТ "Телерадіо компанія «Люкс»", генеральний директор                                                                                            |
| Політична партія «УДАР (Український Демократичний Альянс за Реформи) Віталія Кличка» |                                    |                       |                    |                                                                                            | |
| б/м                                                                                  | Странніков Андрій Миколайович      | 03.06.2014            | вища               | позапартійний                                                                              | ВГО «Інститут Політичної Освіти», директор |
| б/м                                                                                  | Назарова Рена Рафіковна            | 03.06.2014            | вища               | позапартійна                                                                               | тимчасово не працює |
| б/м                                                                                  | Резніков Олексій Юрійович          | 03.06.2014            | вища               | позапартійний                                                                              | ТОВ «Єгоров, Пугінскій, Афанасьев і партнери», головний юрисконсульт                                                                              |
| б/м                                                                                  | Клюс Олександр Васильович          | 03.06.2014            | вища               | позапартійний                                                                              | пенсіонер |
| б/м                                                                                  | Тарасюк Павло Ігорович             | 03.06.2014            | вища               | позапартійний                                                                              | Громадська організація «Союз сприяння розвитку реклами на транспорті», виконавчий директор                                                        |
| б/м                                                                                  | Піковський Ігор Олександрович      | 03.06.2014            | вища               | позапартійний                                                                              | ПАТ «Промзв'язок», голова Наглядова ради |
| б/м                                                                                  | Ільїн Геннадій Володимирович       | 03.06.2014            | вища               | позапартійний                                                                              | ТОВ «БІЗНЕС ІНВЕСТ ГРУП», директор |
| б/м                                                                                  | Палій Сергій Юрійович              | 03.06.2014            | вища               | позапартійний                                                                              | ТОВ «Центр-Інвестресурс», інженер |
| б/м                                                                                  | Дворніков Віктор Металович         | 03.06.2014            | вища               | позапартійний                                                                              | Апарат Верховної Ради України, помічник-консультант народного депутата України                                                                    |
| б/м                                                                                  | Гаряга Олег Олександрович          | 03.06.2014            | вища               | член Політичної партії «УДАР (Український Демократичний Альянс за Реформи) Віталія Кличка» | ГО «Інститут Євро-Атлантичного співробітництва», виконавчий директор                                                                              |
| б/м                                                                                  | Косіченко Ірина Ігорівна           | 03.06.2014            | вища               | позапартійна                                                                               | ТОВ «Сучасні біопродукти», заступник директора з фінансів                                                                                         |
| б/м                                                                                  | Кісільов Ігор Петрович             | 03.06.2014            | вища               | позапартійний                                                                              | Держсільгоспінспекція, начальник управління забезпечення діяльності голови, контролю та міжнародної діяльності                                    |
| б/м                                                                                  | Кириченко Катерина Володимирівна   | 03.06.2014            | вища               | позапартійна                                                                               | фізична особа-підприємець |
| б/м                                                                                  | Крикунов Юрій Володимирович        | 03.06.2014            | вища               | член Політичної партії «УДАР (Український Демократичний Альянс за Реформи) Віталія Кличка» | фізична особа-підприємець |
| б/м                                                                                  | Ясинський Георгій Ігорович         | 03.06.2014            | вища               | позапартійний                                                                              | ТОВ «Хоумленд», директор |
| б/м                                                                                  | Макаренко Михайло Васильович       | 03.06.2014            | вища               | позапартійний                                                                              | Київський міський пологовий будинок № 5, головний лікар                                                                                           |
| б/м                                                                                  | Бригинець Павло Михайлович         | 03.06.2014            | середня            | позапартійний                                                                              | фізична особа-підприємець |
| б/м                                                                                  | Карпенко Анатолій Якович           | 03.06.2014            | вища               | член Політичної партії «УДАР (Український Демократичний Альянс за Реформи) Віталія Кличка» | ПАТ «Полюс», головний спеціаліст |
| б/м                                                                                  | Микитась Максим Вікторович         | 03.06.2014            | вища               | позапартійний                                                                              | Українська державна будівельна корпорація «Укрбуд», президент                                                                                     |
| б/м                                                                                  | Федорченко Сергій Миколайович      | 03.06.2014            | вища               | член Політичної партії «УДАР (Український Демократичний Альянс за Реформи) Віталія Кличка» | ТОВ «Дельфін», заступник генерального директора                                                                                                   |
| б/м                                                                                  | Горбунов Ярослав Володимирович     | 03.06.2014            |                    | член Політичної партії «УДАР (Український Демократичний Альянс за Реформи) Віталія Кличка» | Апарат Верховної Ради України, помічник-консультант народного депутата України                                                                    |
| б/м                                                                                  | Державін Володимир Володимирович   | 03.06.2014            | вища               | позапартійний                                                                              | адвокат |
| б/м                                                                                  | Каретко Володимир Олександрович    | 03.06.2014            | вища               | позапартійний                                                                              | фізична особа-підприємець |
| б/м                                                                                  | Бричук Костянтин Григорович        | 03.06.2014            | вища               | член Політичної партії «УДАР (Український Демократичний Альянс за Реформи) Віталія Кличка» | ТОВ «Печерськ», директор |
| б/м                                                                                  | Прокопів Володимир Володимирович   | 03.06.2014            | вища               | позапартійний                                                                              | Державна інспекція сільського господарства України, заступник директора Департаменту контролю за використанням та охороною земель                 |
| б/м                                                                                  | Старостенко Ганна Вікторівна       | 03.06.2014            | вища               | член Політичної партії «УДАР (Український Демократичний Альянс за Реформи) Віталія Кличка» | Апарат Верховної Ради України, помічник-консультант народного депутата України                                                                    |
| б/м                                                                                  | Береговий Юрій Миколайович         | 05.06.2014            | вища               | позапартійний                                                                              | ТОВ «Альянс адвокатів БіБЛЄКС», юрист |
| б/м                                                                                  | Швирид Микола Васильович           | 19.11.2014            | вища               | член Політичної партії «УДАР (Український Демократичний Альянс за Реформи) Віталія Кличка» | фізична особа-підприємець |
| б/м                                                                                  | Бобровський Богдан Леонідович      | 20.05.2015            | вища               | позапартійний                                                                              | ТОВ «Київ Медіа Ресурс», директор |
| б/м                                                                                  | Єскіна Олена Олександрівна         | 28.11.2014            | вища               | позапартійна                                                                               | Асоціація «Союз підприємств Української годинникової промисловості — виробників та постачальників годинників», президент                          |
| 1                                                                                    | Найдьонов Олександр Валерійович    | 01.06.2014            | вища               | позапартійний                                                                              | Департамент земельних ресурсів Київської міської Державної Адміністрації, начальник відділу землеустрою Печерського району управління землеустрою |
| 2                                                                                    | Закревська Людмила Олександрівна   | 01.06.2014            | вища               | позапартійна                                                                               | Інститут кібернетики ім. В. М. Глушкова Національної академії наук України, старший науковий співробітник                                         |
| 3                                                                                    | Калініченко Олег В'ячеславович     | 02.06.2014            | вища               | позапартійний                                                                              | ТОВ «Прінт Майстер», генеральний директор |
| 4                                                                                    | Мельничук Андрій Анатолійович      | 01.06.2014            | вища               | позапартійний                                                                              | ТОВ "Фінансова компанія «Рітейл-Кепітал», директор                                                                                                |
| 5                                                                                    | Баленко Артур Ігорович             | 01.06.2014            | середня спеціальна | позапартійний                                                                              | Фізична особа-підприємець |
| 6                                                                                    | Костюк Сергій Анатолійович         | 01.06.2014            | вища               | позапартійний                                                                              | ТОВ «Зерона-УКР», директор |
| 7                                                                                    | Левада Сергій Якович               | 01.06.2014            | вища               | член Політичної партії «УДАР (Український Демократичний Альянс за Реформи) Віталія Кличка» | Благодійна організація «Благодійний фонд Наш дім — Дарниця», голова правління                                                                     |
| 12                                                                                   | Котвицький Сергій Опанасович       | 01.06.2014            | вища               | позапартійний                                                                              | Фізична особа-підприємець |
| 13                                                                                   | Баленко Ігор Миколайович           | 03.06.2014            | вища               | позапартійний                                                                              | ПАТ «Фуршет», голова спостережної ради |
| 14                                                                                   | Онуфрійчук Вадим Михайлович        | 02.06.2014            | вища               | член Політичної партії «УДАР (Український Демократичний Альянс за Реформи) Віталія Кличка» | тимчасово не працює |
| 15                                                                                   | Гулей Ярослав Танасійович          | 02.06.2014            | вища               | член Політичної партії «УДАР (Український Демократичний Альянс за Реформи) Віталія Кличка» | Медичний центр «Біомед», директор, головний лікар                                                                                                 |
| 16                                                                                   | Братищенко Юрій Олександрович      | 02.06.2014            | вища               | позапартійний                                                                              | фізична особа-підприємець |
| 17                                                                                   | Ганноха Богдан Ігорович            | 02.06.2014            | вища               | позапартійний                                                                              | Громадська організація Деснянського районного центру соціальних служб сім'ї, дітей та молоді «З людьми і для людей», заступник голови правління   |
| 18                                                                                   | Черніков Олександр Михайлович      | 02.06.2014            | вища               | член Політичної партії «УДАР (Український Демократичний Альянс за Реформи) Віталія Кличка» | Деснянська спілка власників житла, юрист |
| 19                                                                                   | Севериненко Василь Миколайович     | 02.06.2014            | вища               | член Політичної партії «УДАР (Український Демократичний Альянс за Реформи) Віталія Кличка» | ПАТ «Полюс», голова правління |
| 20                                                                                   | Білозір Андрій Ігорович            | 02.06.2014            | вища               | позапартійний                                                                              | тимчасово не працює |
| 21                                                                                   | Опадчий Ігор Михайлович            | 02.06.2014            | вища               | член Політичної партії «УДАР (Український Демократичний Альянс за Реформи) Віталія Кличка» | фізична особа-підприємець |
| 22                                                                                   | Овраменко Олена Вікторівна         | 02.06.2014            | вища               | позапартійна                                                                               | ТОВ «Колосок», генеральний директор |
| 23                                                                                   | Даниленко Віталій Васильович       | 02.06.2014            | вища               | позапартійний                                                                              | КО "Дитячо-юнацька спортивна школа «Школа боротьби», заступник директора                                                                          |
| 24                                                                                   | Велімовський Анатолій Романович    | 02.06.2014            | вища               | позапартійний                                                                              | Київське громадське об'єднання «Нова політика», голова координаційної ради                                                                        |
| 25                                                                                   | Харченко Олександр Володимирович   | 02.06.2014            | вища               | позапартійний                                                                              | адвокат, фізична особа-підприємець |
| 26                                                                                   | Міщенко Олександр Григорович       | 02.06.2014            | вища               | позапартійний                                                                              | ТОВ «Столична правова фундація», заступник директора                                                                                              |
| 27                                                                                   | Росляков Віталій Валерійович       | 02.06.2014            | вища               | член Політичної партії «УДАР (Український Демократичний Альянс за Реформи) Віталія Кличка» | ВГО «Інститут Політичної освіти», завідувач громадської приймальні                                                                                |
| 28                                                                                   | Маляревич Олесь Вікторович         | 02.06.2014            | вища               | позапартійний                                                                              | ТОВ «Кіномедіа», директор |
| 29                                                                                   | Турець Владислав Володимирович     | 02.06.2014            | вища               | позапартійний                                                                              | ТОВ «Новітні транспортні технології», директор |
| 30                                                                                   | Михайленко Владислав Олегович      | 02.06.2014            | вища               | позапартійний                                                                              | ТОВ "Юридична Агенція «Шевчук та Партнери»", юрист                                                                                                |
| 32                                                                                   | Кустова Вікторія Валентинівна      | 02.06.2014            | вища               | член Політичної партії «УДАР (Український Демократичний Альянс за Реформи) Віталія Кличка» | Оболонська районна організація Політичної партії «УДАР (Український Демократичний Альянс за Реформи) Віталія Кличка», керівник                    |
| 33                                                                                   | Лещенко Юрій Володимирович         | 02.06.2014            | вища               | позапартійний                                                                              | адвокат |
| 34                                                                                   | Безпалий Олексій Ігорович          | 02.06.2014            | вища               | позапартійний                                                                              | ТОВ «Антарес Компані», директор |
| 36                                                                                   | Терентьєв Михайло Олександрович    | 30.05.2014            | вища               | позапартійний                                                                              | ВМГО «Молодіжний спортивний рух», голова правління                                                                                                |
| 39                                                                                   | Мондриївський Валентин Миколайович | 31.05.2014            | вища               | позапартійний                                                                              | Всеукраїнський благодійний фонд «Україна-ЮНЕСКО», керівник проектів                                                                               |
| 40                                                                                   | Окопний Олексій Юрійович           | 31.05.2014            | вища               | позапартійний                                                                              | ТОВ «Медіаполіс», директор |
| 41                                                                                   | Панчук Олексій Олександрович       | 31.05.2014            | вища               | позапартійний                                                                              | ТОВ «Вайн Хауз Групп», голова юридичної служби |
| 42                                                                                   | Білич Віктор Олександрович         | 03.06.2014            | вища               | позапартійний                                                                              | КП «Житлоінвестбуд-УКБ», заступник директора |
| 44                                                                                   | Колодій Богдан Васильович          | 03.06.2014            | вища               | член Політичної партії «УДАР (Український Демократичний Альянс за Реформи) Віталія Кличка» | ТОВ "Торговий комплекс «Борщагівський»", головний консультант                                                                                     |
| 45                                                                                   | Пишняк Вадим Петрович              | 03.06.2014            | вища               | позапартійний                                                                              | ТОВ «Спортер-Україна», виконавчий директор |
| 46                                                                                   | Муха Вікторія Вячеславівна         | 31.05.2014            | вища               | позапартійна                                                                               | Помічник-консультант народного депутата України                                                                                                   |
| 47                                                                                   | Чумакова Наталія Вікторівна        | 31.05.2014            | вища               | позапартійна                                                                               | ДНЗ № 747, вихователь |
| 48                                                                                   | Березовський Андрій Петрович       | 31.05.2014            | середня спеціальна | позапартійний                                                                              | Банк «Хрещатик», менеджер |
| 49                                                                                   | Кисіль Руслан Петрович             | 01.06.2014            | вища               | позапартійний                                                                              | Помічник-консультант народного депутата України                                                                                                   |
| 50                                                                                   | Конобас Максим Петрович            | 01.06.2014            | вища               | позапартійний                                                                              | Фонд підтримки підприємництва та малого бізнесу «Благо», голова                                                                                   |
| 51                                                                                   | Негрич Микола Михайлович           | 03.06.2014            | вища               | член Політичної партії «УДАР (Український Демократичний Альянс за Реформи) Віталія Кличка» | ТОВ «Агропромбуд-капітал», директор |
| 52                                                                                   | Андрєєв Андрій Сергійович          | 02.06.2014            | вища               | позапартійний                                                                              | НПУ ім. М. П. Драгоманова, викладач |
| 53                                                                                   | Костюшко Олег Петрович             | 01.06.2014            | вища               | позапартійний                                                                              | Асоціація «Український екологічний альянс», генеральний директор                                                                                  |
| 54                                                                                   | Шкуро Максим Юрійович              | 01.06.2014            | вища               | позапартійний                                                                              | Апарат Верховної Ради України, помічник-консультант народного депутата України                                                                    |
| 56                                                                                   | Мандрик Валентина Львівна          | 01.06.2014            | вища               | позапартійна                                                                               | БФ «Перспектива XXI століття», генеральний директор                                                                                               |
| 58                                                                                   | Лимар Юлія Володимирівна           | 01.06.2014            | вища               | позапартійна                                                                               | тимчасово не працює |
| Радикальна партія Олега Ляшка                                                        |                                    |                       |                    |                                                                                            | |
| б/м                                                                                  | Сухін Юрій Михайлович              | 03.06.2014            | вища               | член Радикальної партії Олега Ляшка                                                        | Апарат Верховної Рада України, помічник-консультант депутата Верховної ради України                                                               |
| б/м                                                                                  | Костенко Людмила Василівна         | 03.06.2014            | вища               | позапартійна                                                                               | тимчасово не працює |
| б/м                                                                                  | Лапшов Олександр Васильович        | 03.06.2014            | вища               | член Радикальної партії Олега Ляшка                                                        | ТОВ «Будівництво та реконструкція», директор |
| б/м                                                                                  | Вовченко Олександр Леонідович      | 03.06.2014            | вища               | позапартійний                                                                              | ТОВ «ІТОН ГРУП», директор |
| б/м                                                                                  | Костюк Олександр Анатолійович      | 28.11.2014            | вища               | позапартійний                                                                              | ТОВ «СК Девелопмент», директор |
| б/м                                                                                  | Місюренко Євгеній Валерійович      | 16.12.2014            | вища               | член Радикальної партії Олега Ляшка                                                        | ТОВ «Компанія Джи Пі Груп», директор |
| б/м                                                                                  | Гресь Марк Вікторович              | 16.12.2014            | вища               | позапартійний                                                                              | ТО документальних фільмів НТКУ, директор |
| Українська партія «Єдність»                                                          |                                    |                       |                    |                                                                                            | |
| б/м                                                                                  | Омельченко Олександр Олександрович | 03.06.2014            | вища               | член Української партії «Єдність»                                                          | Апарат Верховної Ради України, радник Голови Верховної Ради України                                                                               |
| б/м                                                                                  | Шилюк Петро Степанович             | 03.06.2014            | вища               | член Української партії «Єдність»                                                          | ПАТ «ДБК-Житлобуд», президент |
| Самовисування                                                                        |                                    |                       |                    |                                                                                            | |
| 11                                                                                   | Гончаров Володимир Валентинович    | 01.06.2014            | вища               | позапартійний                                                                              | ТОВ «Епіцентр К», регіональний директор |
| 31                                                                                   | Столар Вадим Михайлович            | 02.06.2014            | вища               | позапартійний                                                                              | ТОВ «Київоблжитлобуд», директор |
| 35                                                                                   | Шлапак Алла Василівна              | 30.05.2014            | вища               | член Політичної партії «СОЦІАЛЬНА СПРАВЕДЛИВІСТЬ»                                          | Київський університет імені Бориса Грінченка, старший викладач                                                                                    |
| 38                                                                                   | Гордон Дмитро Ілліч                | 31.05.2014            | вища               | позапартійний                                                                              | ТОВ "Видавничій Дім «Кручі Дніпра», головний редактор газети «Бульвар Гордона»                                                                    |
| 43                                                                                   | Пабат Олександр Вікторович         | 31.05.2014            | вища               | позапартійний                                                                              | пенсіонер |
| 55                                                                                   | Непоп Вячеслав Іванович            | 01.06.2014            | вища               | позапартійний                                                                              | КП з питань будівництва житлових будинків «Житлоінвестбуд-УКБ», директор                                                                          |
| 59                                                                                   | Бродський Олександр Якович         | 01.06.2014            | вища               | позапартійний                                                                              | Спілка підприємств «Сузір'я», голова спілки |
| 60                                                                                   | Яловий Костянтин Володимирович     | 01.06.2014            | вища               | позапартійний                                                                              | Оболонська районна в місті Києві державна адміністрація, керівник апарату                                                                         |

## Підняття Національного українського прапора перед Київрадою
Підняття Національного українського прапора перед Київрадою відбулося 24 липня 1990 року, в присутності близько 50 тис. осіб.

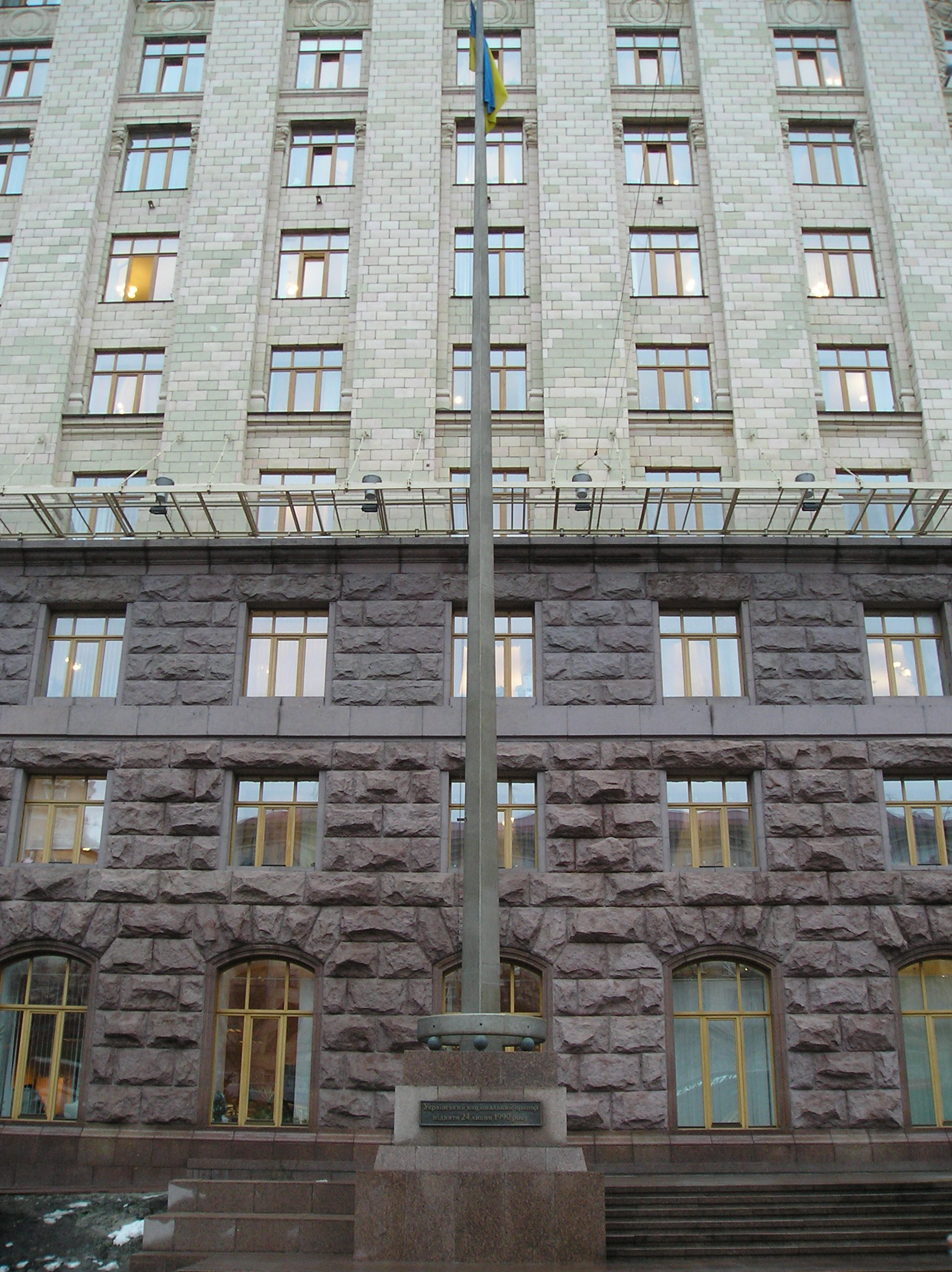
Прапор біля будинку Київради
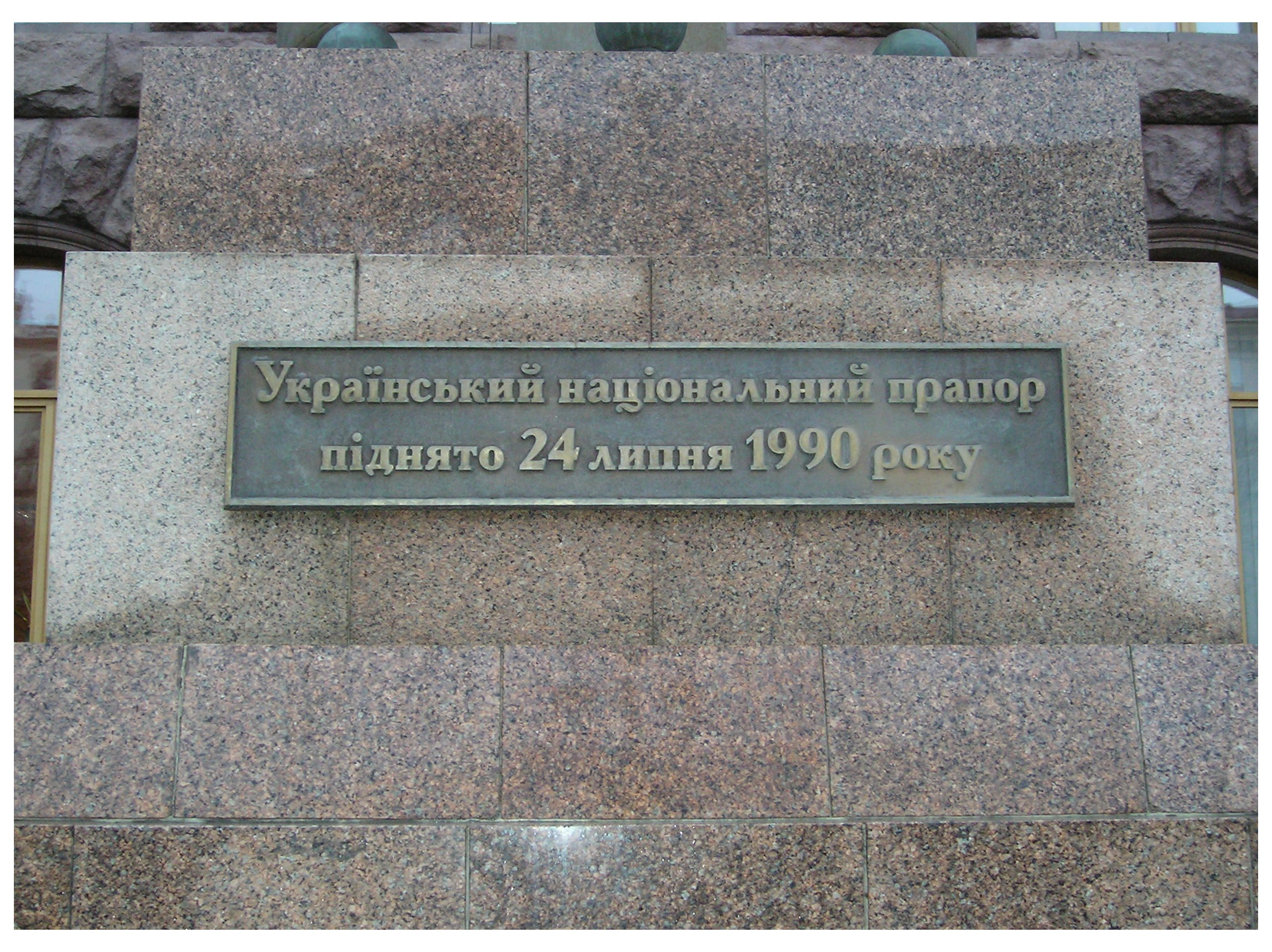
Меморіальна дошка.Український національний прапор піднято 24 липня 1990 року
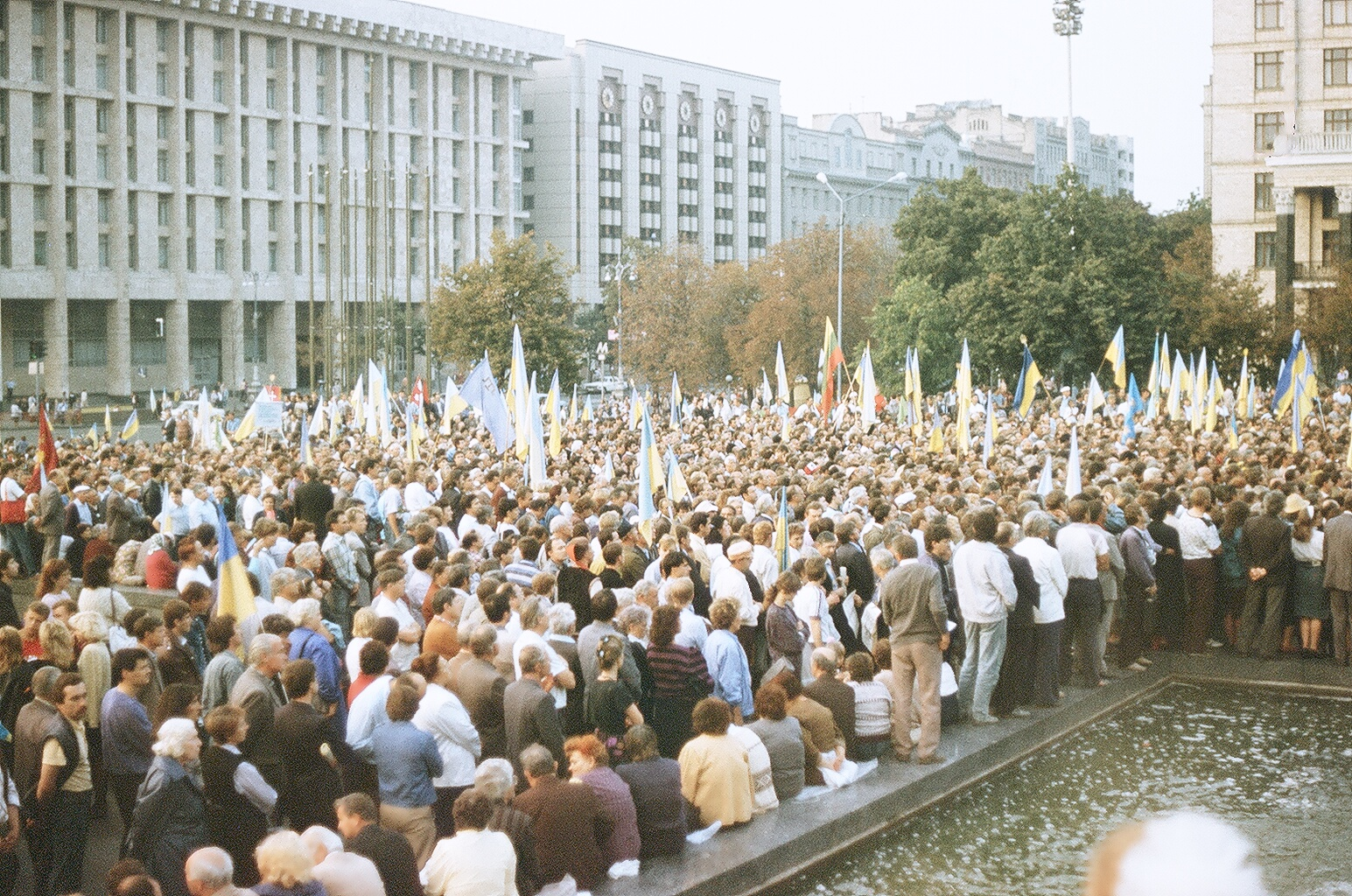
Мітинг Народного Руху України на честь підняття Національного Прапора над Київською міською радою 24 липня 1990 р.